# Floryda (kolonia hiszpańska)
Floryda (hiszp. La Florida) – Florydę dla Europy odkrył w 1513 r. hiszpański szlachcic, żołnierz, i awanturnik – Juan Ponce de León. W 1565 r. Pedro Menéndez de Avilés założył tam z rozkazu króla Hiszpanii, Filipa II, miasto St. Augustine i pierwszą misję katolicką, rozpoczynając tym samym formalną kolonizację i chrystianizację Ameryki Północnej. W 1763 r. Hiszpania przekazała Florydę Brytyjczykom w zamian za odzyskanie Kuby na mocy traktatu paryskiego, po czym odzyskała ją w 1783 r. po wybuchu rewolucji amerykańskiej w koloniach brytyjskich. W 1819 r., w wyniku zakupu przez USA, Hiszpania przekazała Florydę rządowi amerykańskiemu.

## La Florida

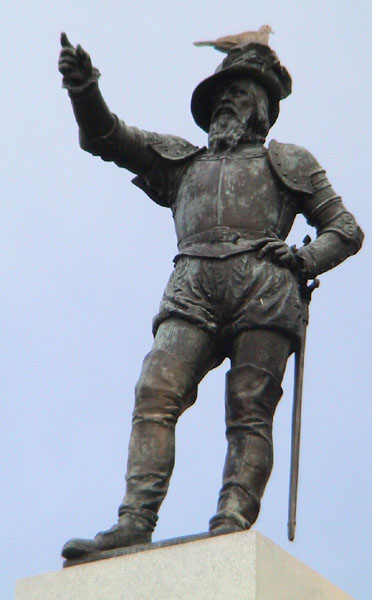
Ponce de Leon (pomnik w St. Augustine).

Po utracie wpływów w pałacu wicekróla, Don Diego Kolumba (syna Krzysztofa), w wyniku intryg, Ponce wyruszył u schyłku życia z Hispanioli w poszukiwaniu sławy, bogactwa, i – jak głosi legenda – Fontanny Młodości, aby w dzień Niedzieli Palmowej (hiszp. Pascua Florida) dotrzeć do południowowschodnich wybrzeży Ameryki Północnej. Z tej okazji nadał nowo odkrytemu lądowi nazwę La Florida (pol. kwiat) i przyłączył go do Królestwa Hiszpanii. Nie natrafiwszy jednak na życiodajne źródła, wkrótce wyruszył na dalsze poszukiwania.
Gdy powrócił w 1521 r. z rozkazem ustanowienia stałej kolonii jako gubernator Florydy, napotkał silny opór Indian, do których dotarły wieści z Południa o chciwości i okrucieństwie białych przybyszów zza oceanu (zob. Hernán Cortés). Wielu Hiszpanów zginęło, a Ponce de Leon, trafiony zatrutą strzałą w udo, został ewakuowany na Kubę, gdzie zmarł od odniesionych ran.

## Konflikt z hugenotami
Tragiczny koniec przedsięwzięcia Ponce’a de Leon ostudził kolonizacyjne zapędy Hiszpanów w Ameryce Północnej i spowodował przyspieszone działania eksploatacyjne w Meksyku. Jednak wkrótce powstał problem ochrony dóbr płynących z podbitego królestwa Azteków do macierzy przed atakami piratów grasujących w rejonie Morza Karaibskiego.
W 1565 r. król Filip II zlecił kapitanowi floty hiszpańskiej, Pedrowi Menendez de Avile założenie garnizonu na Florydzie w celu ochrony szlaku wodnego, oraz wyparcie francuskich hugenotów, którzy w międzyczasie założyli osadę Fort Karolina (dziś nieistniejąca, obecnie teren miasta Jacksonville) u ujścia Rzeki Św. Jana. Pedro Menendez wylądował w miejscu klęski Ponce’a, i po odprawieniu przez kapelana floty królewskiej, Mendoze, pierwszej mszy katolickiej na kontynencie północnoamerykańskim, ponownie objął Florydę w posiadanie w imieniu Korony. Wtedy też dokonał uroczystego założenia miasta St. Augustine i pierwszej misji katolickiej, Mission de Nombre de Dios (pol. Misja w imieniu Boga), rozpoczynając tym samym formalną chrystianizację nowego kontynentu.
Po ukończeniu budowy fortu, Pedro rozkazał rzemieślnikom kontynuację prac budowlanych w osadzie, a sam wraz z dużym oddziałem żołnierzy wyruszył do Fortu Karolina, zdobył go, po czym wymordował nieliczną obsadę i zaskoczonych hugenockich osadników. Po wykonaniu krwawej misji przemianował nazwę osady na Fort Mateo, i pozostawiwszy na miejscu hiszpańską załogę powrócił bez strat do St. Augustine.
Mimo protestów rodzin pomordowanych, król francuski, pozostający pod wpływem katolickiej królowej Katarzyny, nie zareagował na mord swoich poddanych. Aktu zemsty za śmierć rodaków dokonał wraz z garstką ochotników gaskoński rycerz, Dominik de Gourges. Wyposażył z własnych środków trzy statki pod pozorem wyprawy kupieckiej do Afryki, po czym skręcił na zachód i wylądował powyżej ujścia Rzeki Św. Jana na Florydzie. Dzięki rozgłoszeniu celu swojej wyprawy, uzyskał przychylność Indian. Przy entuzjastycznym wsparciu tubylców bez trudu zdobył fort i wymordował załogę. Francuski oddział natychmiast wyruszył w podróż powrotną, aby uniknąć starcia z nadciągającą z Hiszpanii odsieczą.
W następnych latach osada w St. Augustine rozwijała się pod surowym panowaniem Menendeza, wyrastając na jeden z ważniejszych ośrodków handlowych i religijnych. Stąd wyruszały ekspedycje wojskowe i jezuickie wyprawy misyjne w głąb terytorium, docierające aż do zatoki Chesapeake, gdzie po pewnym czasie założono drugą stałą osadę na Florydzie.

## Wojny z Anglią

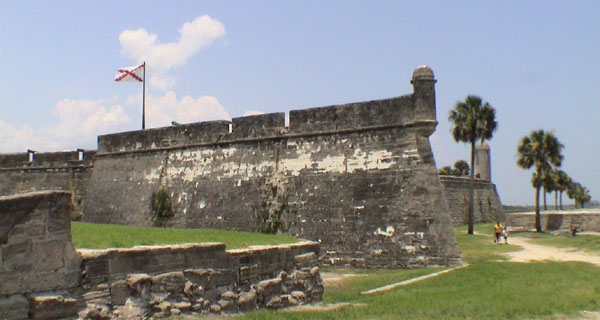
Castillo de San Marcos.

Położona w centrum Nowego Świata Floryda, z kwitnącym St. Augustine, stała się obiektem pożądania innych potęg kolonialnych, przede wszystkim Anglii i Francji, a samo miasto było wielokrotnie atakowane przez piratów (zob. Francis Drake) i oblegane przez obce wojska.
W drugiej połowie XVII wieku osadę splądrował gubernator Karoliny Brytyjskiej, James Moore, ale twierdzy (Castillo de San Marcos) zbudowanej z kokiny, czyli skamieniałej masy muszlowej, nie udało mu się zająć. Na początku XVIII wieku próbę zdobycia twierdzy ponowił przybyły ze stanu Georgia brytyjski generał James Oglethorpe – również bezskutecznie. W 1763 r. Hiszpania przekazała Florydę Brytyjczykom w zamian za odzyskanie Kuby na mocy traktatu paryskiego. Mieszkańcy miasta zapakowali cały swój dobytek, jak również ekshumowane zwłoki zmarłych na statki i wrócili do macierzy, kończąc tym samym pierwszy okres panowania Hiszpanów na Florydzie.

## Cesja Florydy na rzecz USA i koniec panowania Hiszpanów

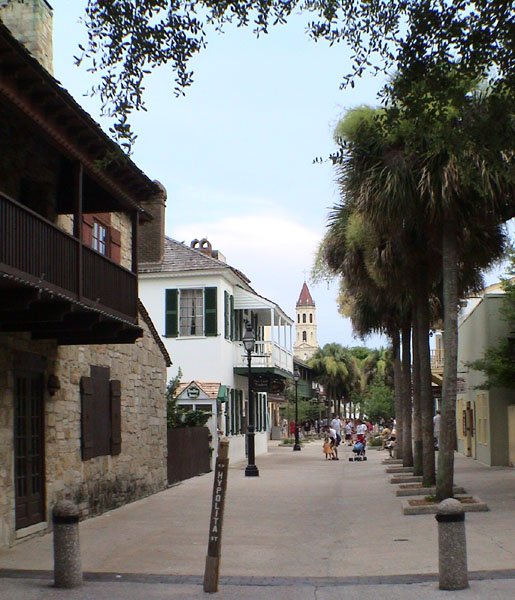
St. Augustine, Stare miasto.

Po wybuchu rewolucji amerykańskiej na Północy, Anglia zwróciła Florydę, wraz z miastem St. Augustine, Hiszpanii w zamian za neutralność w konflikcie ze zbuntowanymi kolonistami. Drugi okres panowania Hiszpanów trwał do 1819 r., kiedy to została ona zakupiona przez rząd USA.